# Adept
ADEPT — шведський гурт, що грає в стилі металкор/пост-хардкор. На даний момент до групи входять музиканти Роберт Юнг (вокал), Габріель Хеллмарк (ударні), Густав Літхаммер (гітара) і Філіп Бренделіус (бас-гітара), Каспер Тронстад (гітара)
Гурт перестав виступати наживо і випускати нову музику починаючи з 2019 року, але відновив діяльність у листопаді 2024 року для концерту на двадцятий ювілей гурту на фестивалі Corefest у Штутгарті.

## Формування гурту
Гурт був заснований у 2004. У тому ж році випустили своє перше демо «Hopeless Illusions». Їхній перший міні-альбом «Hopeless Illusions», випущений роком пізніше.
Через великий успіх і швидко зростаючу популярність на батьківщині гурту, лейбл «Panic & Action» запропонував контракт ADEPT. 4 лютого 2009 гурт випустив свій перший повноформатний альбом під назвою «Another Year of Disaster». У 2010 році музиканти виступили з гастролями у Німеччині з гуртом Her Bright Skies, який теж уклав контракт з «Panic & Action». Тур складався з 6 концертів в Гамбурзі, Берліні, Оснабрюке, Мюнхені, Штутгарті і Кельні. У серпні 2010 року гурт почав роботу над наступним альбомом. Музиканти працювали з Фредеріком Нордстремом, досвідченим музичним продюсером, який мав досвід роботи з In Flames, Bring Me The Horizon і At The Gates. 11 березня 2011 ADEPT випустили свій другий альбом під назвою «Death Dealers». У тому ж році гурт випустив сингл "Riot In Everyone". Пісня є кавером гурту Crashdiet. 22 березня 2013 вийшов третій студійний альбом під назвою «Silence the World».
У 2015 році заявили про те, що хочуть записувати музику іншого стилю й через це покидають лейбл та будуть самі записувати альбом Sleepless. Однак, пізніше заявили, що підписуються на лейбл Napalm Records. Альбом вийшов 19 лютого 2016 року.

Adept у 2025 році

29 серпня 2016 перед туром по Росії та Білорусі гурт записав відеозвернення, у якому заявив про те, що гітарист Джеррі Репо та ударник Габріель Хеллмарк покинуть гурт після туру. Вільні місця у складі гурту заповнили Каспер Ларкомбе-Тронстад на гітарі та Мікаель Норен, який також грає у Walking With Strangers, на барабанах. Хеллмарк знову приєднався до гурту через два роки. У наступні роки Adept відіграли низку живих концертів, а у 2019 році до 10-річчя гурту перевидали дебютний альбом «Another Year of Disaster». Однак з початком пандемії COVID-19 на початку 2020 року Adept призупинили студійну та концертну діяльність, фактично пішовши на перерву.
У листопаді 2024 року Adept повернулися на сцену у рамках фестивалю Corefest у Німеччині, святкуючи своє 20-річчя як гурту. У квітні 2025 року Adept оновили фото гурту на своїх акаунтах у соціальних мережах і завантажили тизер-відео на те, що виявилося новим синглом. Сингл під назвою «Heaven» вийшов 12 травня 2025 року та став першим новим продуктом гурту за дев'ять років, включно із відеокліпом на цей трек.

## Дискографія

### Студійні альбоми
- Another Year of Disaster 2009
- Death Dealers 2011
- Silence the World 2013
- Sleepless 2016

### Міні-альбоми
- Hopeless Illusions 2004
- When the Sun Gave Up the Sky 2005
- The Rose Will Decay 2006

### Відеокліпи
- «Shark! Shark! Shark!»[3]
- «Sound The Alarm»[4]
- «At Least Give Me My Dreams Back, You Negligent Whore!»[5] (монтаж тура по Німеччині)
- «Ivory Tower»[6]
- «The Toughest Kids»[7]
- «Secrets»[8]
- «Dark Clouds»[9]
- «Carry The Weight»[10]
- «Heaven»[11]